# Rover 800
Rover 800 — серія автомобілів верхнього середнього класу, що виготовлялась британською компанією Rover у співпраці з японською автомобільною компанією Honda в 1986—1999 роках.
Автомобіль був розроблений в 1983 році Гордоном Скадом, як заміна Rover SD1. Спочатку автомобіль був запропонований виключно в версії седан. У 1988 році була представлена версія ліфтбек. Автомобілі, створені на шасі Honda Legend, обладнані двигунами Honda і Rover. У 1990 році був представлений турбонаддувний дизельний двигун від VM. Два роки по тому, представили серійну версію купе. В 1999 році на заміну автомобіля прийшов Rover 75. Всього виготовлено 317 306 автомобілів.

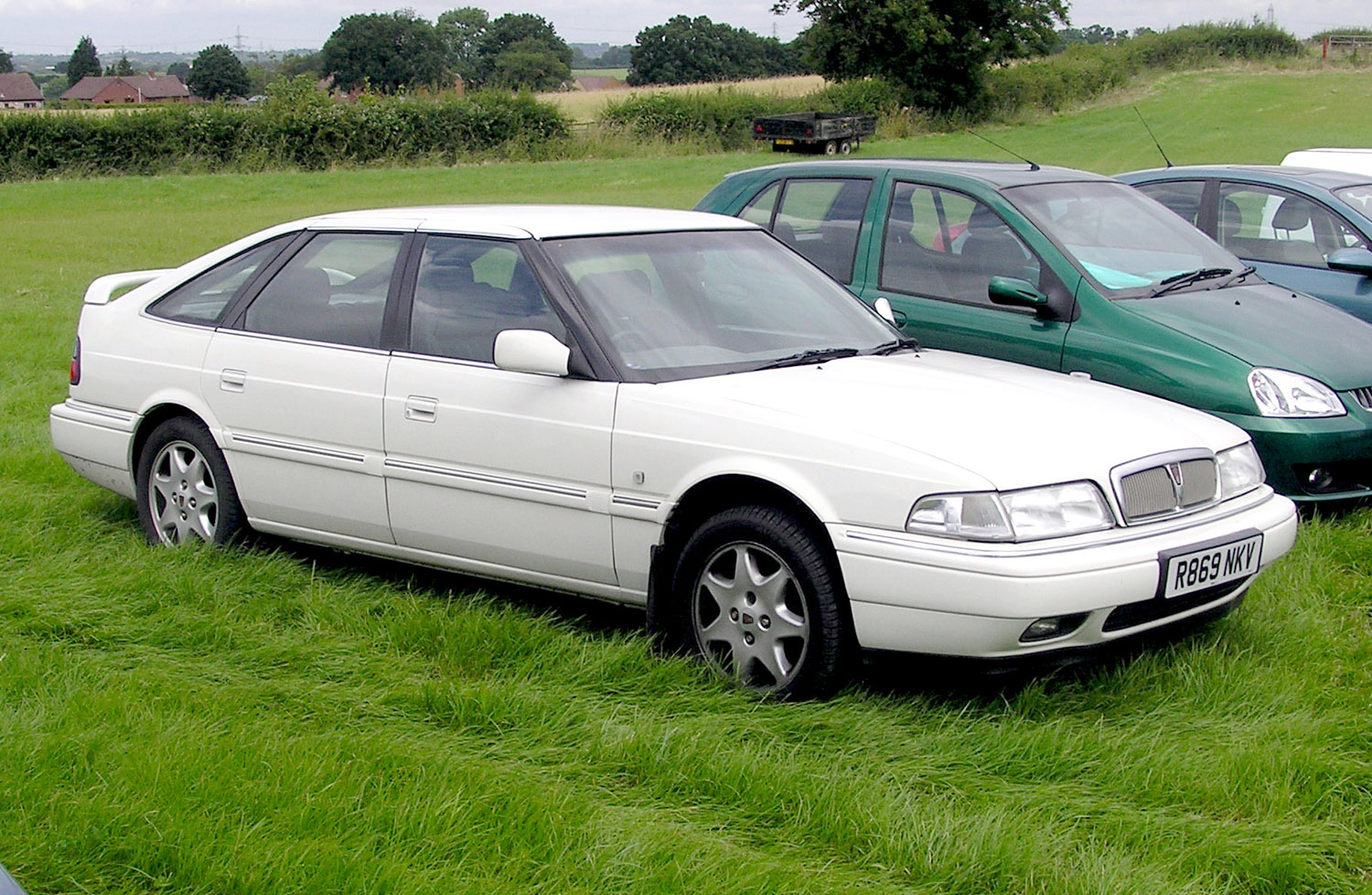
Rover 800 ліфтбек
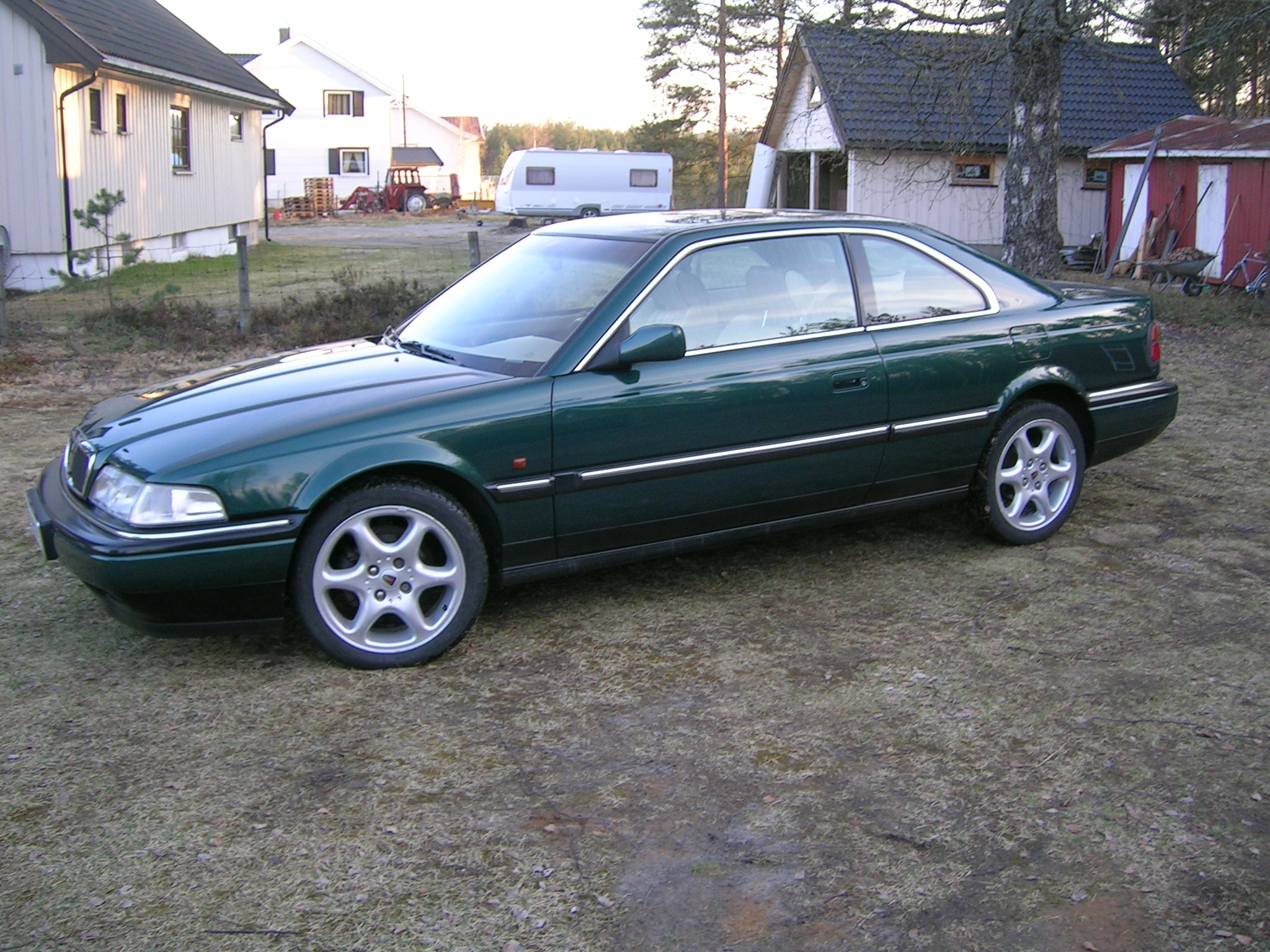
Rover 827 купе
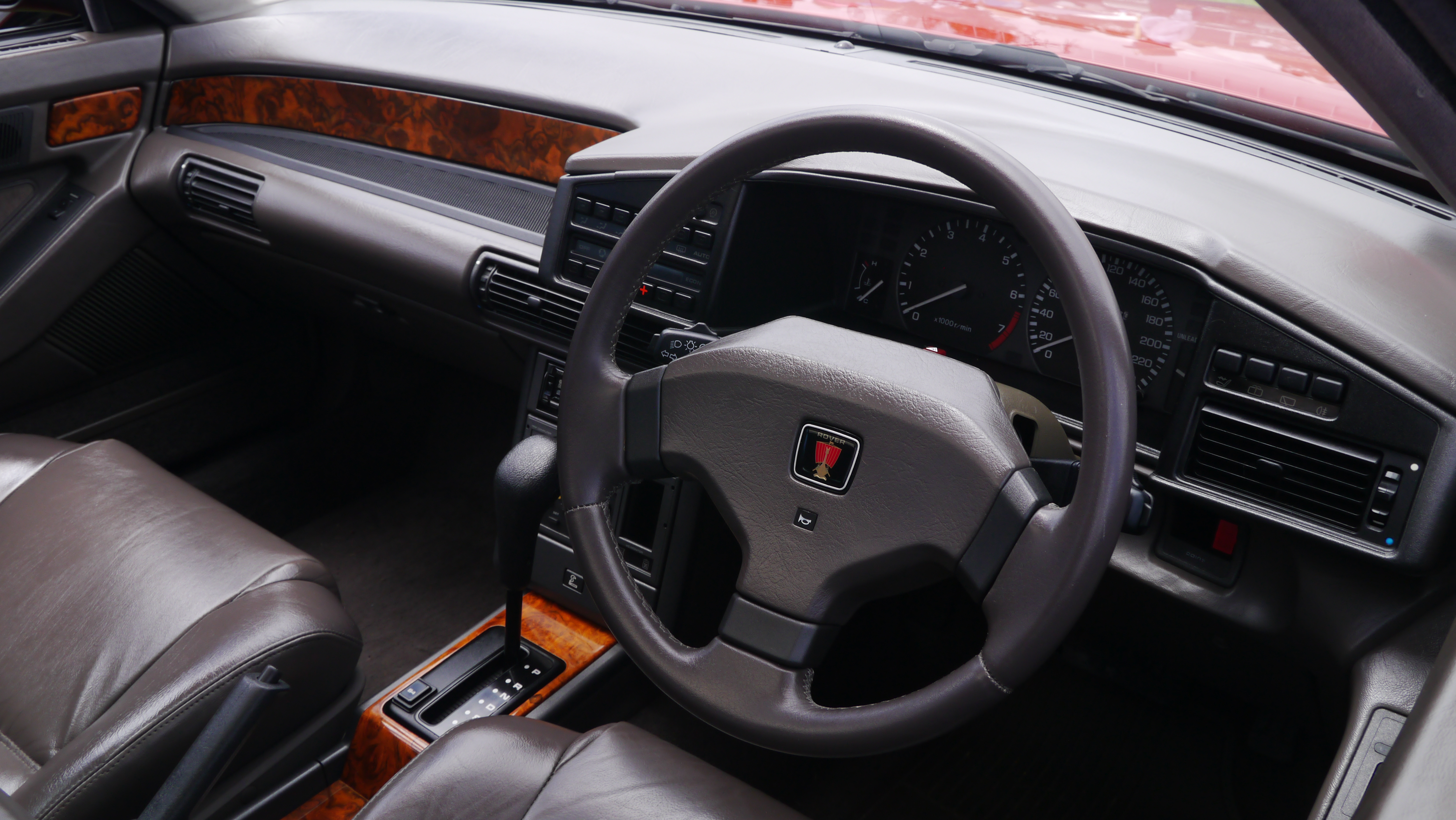
Салон

## Двигуни
Бензинові:
- Rover 2.0 л Р4 8v (O-серії)
- Rover 2.0 л Р4 16V (M-серії)
- Rover 2.0 л Р4 16V Turbo (T-серії)
- Honda 2.5 л V6 24V (C25A)
- Rover 2.5 л V6 24V (KV6)
- Honda 2.7 л V6 24V (C27A)

Дизельні:
- VM Motori 2.5 л Р4 8v Turbo (425 OHV)